# Cantón de Esternay
El cantón de Esternay era una división administrativa francesa, que estaba situada en el departamento de Marne y la región de Champaña-Ardenas.

## Composición
El cantón estaba formado por veintiún comunas:
- Bethon
- Bouchy-Saint-Genest
- Champguyon
- Chantemerle
- Châtillon-sur-Morin
- Courgivaux
- Escardes
- Esternay
- Joiselle
- La Forestière
- La Noue
- Le Meix-Saint-Epoing
- Les Essarts-lès-Sézanne
- Les Essarts-le-Vicomte
- Montgenost
- Nesle-la-Reposte
- Neuvy
- Potangis
- Réveillon
- Saint-Bon
- Villeneuve-la-Lionne

## Supresión del cantón de Esternay
En aplicación del Decreto n.º 2014-208 de 21 de febrero de 2014, el cantón de Esternay fue suprimido el 22 de marzo de 2015 y sus 21 comunas pasaron a formar parte; veinte del nuevo cantón de Sézanne-Brie y Champaña y una del nuevo cantón de Vertus-Llanura de Champaña.